# Marie-Catherine Troiani
Marie-Catherine Troiani (Giuliano di Roma, 19 janvier 1813 - Caire, 6 mai 1887) est une religieuse italienne, fondatrice des Franciscaines missionnaires du Cœur Immaculé de Marie.  

## Biographie
Catherine nait à Giuliano di Roma dans la Province de Frosinone en Italie, le 19 janvier 1813, dans une famille aisée. Elle reçoit le prénom de Costanza. Elle perd sa mère alors qu'elle n'a que six ans, et est alors élevée au couvent de Sainte Claire à Ferentino. Y ressentant l'appel à la vie religieuse, elle prononce ses vœux dans ce même couvent, le 16 décembre 1830 et prend le nom de Marie-Catherine de Sainte Rose. 
De 1842 à 1858, elle est la secrétaire de la prieure, Maria Aloisia Castelli.
En 1859, en compagnie de sa supérieure et de trois autres sœurs, elle part pour Le Caire, pour y ouvrir un monastère de la congrégation. Peu après leur arrivée, Mère Castelli tombe malade et la responsabilité de cette fondation échoit à Catherine, selon les dispositions prises par Monseigneur Vujcic qui avait fixé les règles de la communauté.
En 1863 Marie-Catherine est élue supérieure de la communauté. Peu après la communauté est érigée canoniquement (1868) sous le nom de Tertiaires Franciscaines du Caire. Beaucoup plus tard, en 1950, les religieuses prendront le nom de Sœurs franciscaines missionnaires du Cœur Immaculé de Marie.
Pendant tout le temps que Catherine fut le guide de la Communauté, celle-ci put ouvrir sept nouveaux établissements en Égypte, pour l'assistance et l'éducation des enfants abandonnés. Elle reste supérieure jusqu'à sa mort, en 1887.
Béatifiée par le Pape Jean-Paul II le 14 avril 1985, Marie-Catherine Troiani est liturgiquement commémorée le 6 mai.

## Citations
De Marie-Catherine Troiani :
« Il ne faut jamais se décourager, car ce que le Seigneur n'accorde pas aussitôt, Il l'enverra en un moment plus favorable... Dieu dispose tout pour notre plus grand bien, même si, au premier abord, il semble qu'il n'en soit pas ainsi. Toutes les contradictions doivent être regardées comme des avantages spirituels. Souffrir est la vraie richesse des épouses du Christ ».
« Nous avons deux vies, la présente et la future. La première est faite de luttes, la seconde en est le terme, la récompense et la couronne. La première est une navigation, la seconde est le port; la première ne dure qu'un moment, l'autre ne connaît ni vieillesse ni mort ».

## Souvenir et vénération
- En 1967, sa dépouille mortelle est transférée du Caire à Rome. Elle repose dans l'église de la Congrégation qu'elle a fondée.
- Marie-Catherine Troiani est béatifiée le 14 avril 1985 à Rome par le Pape Jean-Paul II. La commémoration liturgique est fixée au 6 mars.
- Actuellement, 900 sœurs continuent son œuvre, dans divers pays du monde.

## Sources
- (it) Cet article est partiellement ou en totalité issu de l’article de Wikipédia en italien intitulé « Caterina Troiani » (voir la liste des auteurs).
- Biographie par Dom Antoine Marie, dans Œuvre d'Orient, Juillet-Août-Septembre 2014, n°776.